# Ройз, Саша
Са́ша Ройз (англ. Sasha Roiz, род. 21 октября 1973, Тель-Авив) — канадский актёр. Наиболее известен по роли Сэма Адамы в сериале «Каприка», а также капитана Шона Ренара в сериале «Гримм».

## Биография
Родился в Яффо (Израиль), в семье иммигрантов из СССР Якова Ройзмана и Риммы Коган. В 1980 году вместе с родителями и братом Иланом переехал в Монреаль (Канада), где его отец работал инженером и впоследствии возглавил строительно-энергетическую компанию CEATI International Incю Яков Александрович Ройзман, отец актёра, — выпускник кафедры промышленной электроники Томского института радиоэлектроники и электронной техники (1968).
После окончания школы изучал историю в колледже. Прежде чем посвятить себя актёрской профессии, Саша в юности активно занимался лёгкой атлетикой и музыкой. С 1996 по 1999 был барабанщиком в номинированной на Джуно канадской инди-рок группе Tricky Woo. После выхода третьего альбома Sometimes I Cry в 1999 году он ушел из коллектива и занялся тем, что всегда считал своим истинным призванием: «Я поступил в театральную школу, когда мне было 25, и учился около 4 лет. Я всегда хотел быть актёром, но на ранних этапах не имел достаточно решимости на то, чтобы воплотить свою мечту в реальность».
В 2002 году окончил Гилфордскую школу актёрского мастерства в Англии. Вернувшись в Канаду, Саша Ройз год работал в театре в Монреале, затем перебрался в Торонто, где в течение четырёх лет приобретал опыт в качестве актёра театра и кино. В 2005 году был номинирован на престижную театральную премию Маски в Квебеке, в категории «Лучший актёр второго плана». В 2007 году переехал в Лос-Анджелес, где он в настоящее время живёт и работает.

## Карьера
Свою телевизионную актёрскую карьеру начал в 2001 году, с участия в сериале «Ларго». В 2003 году Сашу пригласили на роль одного из постоянных персонажей, Стивена Лильса, в спортивную теледраму «Плеймейкеры» и он снялся в шести эпизодах.
В 2004 году состоялся дебют на большом экране — принимал участие в съёмках фильма «Послезавтра» с Джейком Джилленхолом и Дэннисом Куэйдом. В следующем году снялся в фильмах «Нападение на 13-й участок» и «Земля мёртвых», и присоединился к актёрскому составу телесериала Show Me Yours в роли Чэза Бенкса. В 2006 году получил роль в фильме-катастрофе «Путь к 11 сентября» и, также, снялся в «Человеке года» с Робином Уильямсом и Кристофером Уокеном. В 2007 году получил главную роль в канадском детективном мини-сериале «Через реку в Детройт» — Саша Ройз сыграл страхового следователя Бена Форда, которому пришлось расследовать исчезновение его возлюбленной, стюардессы Кэти Вилтон. В 2008 году сыграл роль олимпийского чемпиона Алекса Бауманна в фильме «Виктор: История Виктора Дэвиса».
В течение следующих нескольких лет участвовал, в качестве приглашенного актёра, в таких известных сериалах как «CSI: Майами»; «Обмани меня»; «Доктор Хаус»; «Менталист» и некоторых других. В 2009 году прошёл кастинг на роль тауронского гангстера Сэма Адамы, в американском научно-фантастическом сериале «Каприка». Сериал продолжался всего один сезон и Саша Ройз снялся в 17-ти из 18-ти эпизодов. В 2011 году присоединился к основному актёрскому составу телесериала «Гримм», премьера которого состоялась 28 октября 2011, на канале NBC. В 2012 году сыграл роль Томаса Джэйкобса в фильме «Извлечение», премьера которого состоялась 10 марта 2012 года.
В 2016 поменял гражданство Канады на американское.

## Личная жизнь
Семья актёра, после переезда в Канаду, сменила фамилию Ройзман на более короткую Ройз. Актёр владеет четырьмя языками: английским, французским, ивритом и русским; в его семье основным языком общения является русский.
Саша Ройз по-прежнему много времени уделяет музыке — он играет на гитаре и фортепиано, иногда поет, хотя барабанные палочки, как он сам говорил в интервью, «остались в прошлом».
В 2011-2013 году встречался с актрисой Ашей Лео.

## Фильмография
| Год       |    | Русское название                    | Оригинальное название                      | Роль                                                             |
| --------- | -- | ----------------------------------- | ------------------------------------------ | ---------------------------------------------------------------- |
| 2001      | с  | Ларго                               | Largo                                      | Сергей (в одном эпизоде)                                         |
| 2003      | с  | Плеймейкеры                         | Playmakers                                 | Стивен Лильс                                                     |
| 2003      | с  | Мутанты Икс                         | Mutant X                                   | Наталиэль (один эпизод)                                          |
| 2004      | мс |                                     | Delta State                                | Свен                                                             |
| 2004      | ф  | Послезавтра                         | The Day After Tomorrow                     | астронавт Паркер                                                 |
| 2004      | с  | Миссия ясновидения                  | 1-800-Missing                              | Рэндалл Макхем (один эпизод)                                     |
| 2004      | с  | Кевин Хилл                          | Kevin Hill                                 | Ник Братт (в одном эпизоде)                                      |
| 2004      | ф  |                                     | Dead Lawyers                               | Роберт Блюменталь                                                |
| 2005      | ф  | Нападение на 13-й участок           | Assault on Precinct 13                     | Джейсон Элиас                                                    |
| 2005      | с  | Конец игры                          | Tilt                                       | Блейк                                                            |
| 2005      | с  | Покажи мне свои                     | Show Me Yours                              | Чэз Бэнкс                                                        |
| 2005      | ф  | Земля мёртвых                       | Land of the Dead                           | Манолетте                                                        |
| 2005      | ф  |                                     | The Power Strikers                         | тренер Манзано                                                   |
| 2005      | с  | Славные люди                        | Beautiful People                           | мистер Табор                                                     |
| 2005      | ф  |                                     | Mayday                                     | Уэйн Джонсон                                                     |
| 2006      | ф  | 16 кварталов                        | 16 Blocks                                  | детектив Келлер                                                  |
| 2006      | ф  | Путь к 11 сентября                  | The Path to 9/11                           | Ник Демойя                                                       |
| 2006      | ф  | Человек года                        | Man of the Year                            | Дональд Тилсон                                                   |
| 2006      | с  |                                     | G-Spot                                     | Джексон (в двух эпизодах)                                        |
| 2006      | с  | Шоу Джейн                           | The Jane Show                              | Тед (в двух эпизодах)                                            |
| 2006—2007 | с  |                                     | Jeff Ltd.                                  | Тейлор Блум                                                      |
| 2007      | с  | Морская полиция: Спецотдел          | NCIS: Naval Criminal Investigative Service | специальный агент Рик Халл (в одном эпизоде)                     |
| 2007      | с  | Через реку в Детройт                | Across the River to Motor City             | Бен Форд                                                         |
| 2007      | с  | C.S.I.:Майами                       | CSI: Miami                                 | Даррен Батлер (в одном эпизоде)                                  |
| 2008      | ф  | Виктор:История Виктора Дэвиса       | Victor:The Victor Davis Story              | Алекс Бауманн                                                    |
| 2008      | с  | Терминатор: Битва за будущее        | Terminator: The Sarah Connor Chronicles    | офицер полиции (в одном эпизоде)                                 |
| 2008      | с  | В простом виде                      | In Plain Sight                             | Антон Иванов                                                     |
| 2008      | с  | Сгореть                             | Burn Up                                    | Давид Макреди (в одном эпизоде)                                  |
| 2009      | с  | Менталист (1.3)                     | The Mentalist                              | Кит Уолкат                                                       |
| 2009      | с  | Обмани меня                         | Lie to Me                                  | капитан Дэвид Марков (1.3)                                       |
| 2009—2010 | с  | Каприка                             | Caprica                                    | Сэм Адама                                                        |
| 2010      | ф  | Немыслимое                          | Unthinkable                                | следователь Любичич                                              |
| 2010      | с  | C.S.I.: Место преступления          | CSI: Crime Scene Investigation             | Дэнни Маклин (в одном эпизоде)                                   |
| 2010      | с  | Доктор Хаус                         | House, M.D.                                | сержант Дрисколл (7 сезон 10 серия)                              |
| 2010      | ф  | Сумасшедшие, сексуальные, неуклюжие | Crazy/Sexy/Awkward                         | доктор Дэррик Лерман                                             |
| 2011      | с  | Касл (в одном эпизоде)              | Castle                                     | Бобби Старк                                                      |
| 2011      | с  | Хранилище 13                        | Warehouse 13                               | Маркус Дэймонд                                                   |
| 2011      | ф  | Соседи                              | Neighbors                                  | Марк Левинс                                                      |
| 2011—2017 | с  | Гримм                               | Grimm                                      | капитан Шон Ренар                                                |
| 2011      | с  | В Филадельфии всегда солнечно       | It's Always Sunny in Philadelphia          | Адриано Кальванезе (в двух эпизодах)                             |
| 2012      | ф  | Извлечение                          | Extracted                                  | Том                                                              |
| 2012      | с  | Мужья                               | Husbands                                   | фотограф (в двух эпизодах)                                       |
| 2014      | ф  | Помпеи                              | Pompeii                                    | Прокул                                                           |
| 2017      | с  | Спасение                            | Salvation                                  | Президент Монро Беннет                                           |
| 2018      | с  | Заложница                           | Taken                                      | Максимилиан Силвер (в эпизоде All About Eve)                     |
| 2019      | с  | Люцифер                             | Lucifer                                    | Федеральный маршал Люк Рейнольдс (в эпизоде "Everything’s Okay") |
| 2019      | с  |                                     | Nice Iranian Girl                          | Глен (в двух эпизодах)                                           |
| 2020      | с  | 9-1-1                               | 9-1-1                                      | Детектив Лу Рэнсон                                               |
| 2020      | с  | Тайный орден                        | The Order                                  | Демон-император Рогван (в эпизоде Fear Itsel, Part 2)            |